# Dioon argenteum
Dioon argenteum är en kärlväxtart som beskrevs av T.J. Greg., Chemnick, Salas-mor. och Vovides. Dioon argenteum ingår i släktet Dioon och familjen Zamiaceae. IUCN kategoriserar arten globalt som sårbar. Inga underarter finns listade i Catalogue of Life.